# Crew Dragon Endeavour
Crew Dragon Endeavour (Dragon Capsule C206) é uma nave Crew Dragon fabricada e operada pela SpaceX. Ela é utilizada no Programa de Tripulações Comerciais. Ela iniciou sua primeira missão no dia 30 de maio de 2020, como parte da Crew Dragon Demo-2.

## História
Teve seu primeiro lançamento no dia 30 de maio de 2020. Dias após o lançamento, a NASA autorizou que a SpaceX reutilizasse suas cápsulas em voos tripulados.